# CD93
CD93 (synonym Complement component C1q receptor) ist ein Oberflächenprotein aus der Gruppe der Komplement-Rezeptoren.

## Eigenschaften
CD93 wird vor allem von Endothelzellen, Blutplättchen und myeloide Zellen (wie Monozyten und Neutrophile), nicht aber von lymphoiden Zellen. CD93 ist der Rezeptor für C1q, MBL2 und Surfactant Protein A. Vermutlich ist CD93 an der Zelladhäsion beteiligt. Nach Bindung löslicher Kollagene verstärkt es die Phagozytose von Monozyten und Makrophagen. CD93 ist glykosyliert und phosphoryliert.